# Rebeca Matte Bello
Rebeca Matte Bello (Santiago, 29 octobre 1875 - Fiesole, 14 mai 1929) est la première femme sculptrice[réf. nécessaire] chilienne.
Ses œuvres sont présentes dans la collection du Musée national des beaux-arts du Chili et la sculpture Icare et Dédale, est placée devant l'entrée principale du musée.

## Biographie
Rebeca Matte, était la fille unique de Rebecca Reyes et Augusto Matte, ambassadeur du Chili. Elle a été éduquée par sa grand-mère et a été exposée à un cercle d'intellectuels chiliens de l'époque, tels José Victorino Lastarria, Gabriel Jordan Amunátegui, et Alberto Blest Gana.
Son père fut envoyé en poste à Paris et Matte le suivit en Europe.
En Europe, elle a d'abord étudié à Rome, avec Giulio Monteverde. Puis à Paris, à l'Académie Julian avec Paul Dubois et Denys Puech. Jeune artiste, elle a été influencée par l'œuvre d'Auguste Rodin. Elle épousera le diplomate Pedro Felipe Larrain Iñíguez, et donnera naissance à leur fille, Lily Iñíguez Matte.
Lily allait mourir en 1926.
En 1899, elle expose une statue intitulée Horace au Salon de Paris, un ouvrage montrant la rigidité physique et psychologique associée à une crise d'épilepsie. En 1908, le gouvernement chilien lui passe commande pour une sculpture destinée à la Cour internationale de Justice de La Haye, installée en 1914 dans les jardins du Palais de la Paix et intitulée le Spectre de la guerre.
Matte Bello a exposé deux œuvres au Salon d'automne de 1913. La première, « pleine de charme et de vigueur », est un buste d'un lutteur âgé montré « défiant la dureté de la vie ».
Le second ouvrage, qui a été considéré comme l'un des plus beaux du Salon, a été appelé Une vie; c’était la représentation d'une femme d'âge mûr assise sur un sphinx, et regardant vers l’arrière. Le Figaro décrit l'artiste comme un beau talent de la jeune école latino-américaine et note sa maturité et sa technique dans ses œuvres en bronze et en marbre travaillées à la taille directe.
Le gouvernement chilien a continué à commander des œuvres à Matte et en 1914, elle a créé Héros de Concepción, aujourd’hui à Santiago. En 1918 elle a été nommée professeur honoraire à l'Académie des beaux-arts de Florence.
La fille de Matte, Lily, atteinte de tuberculose, mourra dans un sanatorium dans les Alpes suisses en 1926. Matte, très affectée par la mort de sa fille abandonne la création artistique, et se concentre sur un travail de charité au nom de la jeune fille. Matte est morte le 14 mai 1929.
Son mari fera don d’Icare et Dédale au Musée national chilien des Beaux-Arts. La pièce, une copie de l'original qui avait été commandé par le gouvernement du Chili et offert au Brésil pour son centenaire avait été présentée au public à Rio de Janeiro, (2 autres copies avec d’autres noms existent dont celle qui a été placée à l'extérieur du musée en 1930).
En 1922, une distinction, nommée d'après Matte, a été créée par le ministère chilien de l'éducation pour honorer les sculpteurs chiliens notables.

## Œuvres
- Santa Teresa, Paris, 1907 sculpture.
- Unidos en la gloria y en la muerte (Ícaro y Dédalo), 1922, Bronze, 200 cm de alto, Museo Nacional de Bellas Artes, Chile[6].
- Horacio, marbre, 200 cm de alto, Museo Nacional de Bellas Artes, Chili.
- El eco, marbre, 142 cm de alto, Museo Nacional de Bellas Artes, Chili
- Crudo invierno, 1912, bronze, 60 cm de alto, Museo Nacional de Bellas Artes, Chili.
- Militza, marbre, 155 cm de alto, Museo de Arte y Artesanía de Linares, Chili.
- La guerra, 1914, Palais de la Paix , La Haye, Pays-Bas.
- Tristeza, marbre, Galería Pitti, Florence, Italie.
- Homenaje a los héroes de la Concepción, 1920, bronze, Avda. Libertador Bernardo O'Higgins, Santiago, Chili.
- Los aviadores, 1923, bronze, Plaza Mauá, Río de Janeiro, Brésil.
- Ulises y Calipso, 1925, marbre, Hall del Club de La Unión, Santiago, Chili.
- Mi hija, marbre, cimetière général, Santiago, Chili.
- Dolor, marbre, cimetière général, Santiago, Chili.
- Militza, prêté au Musée des Arts et Métiers de Linares, Chili.

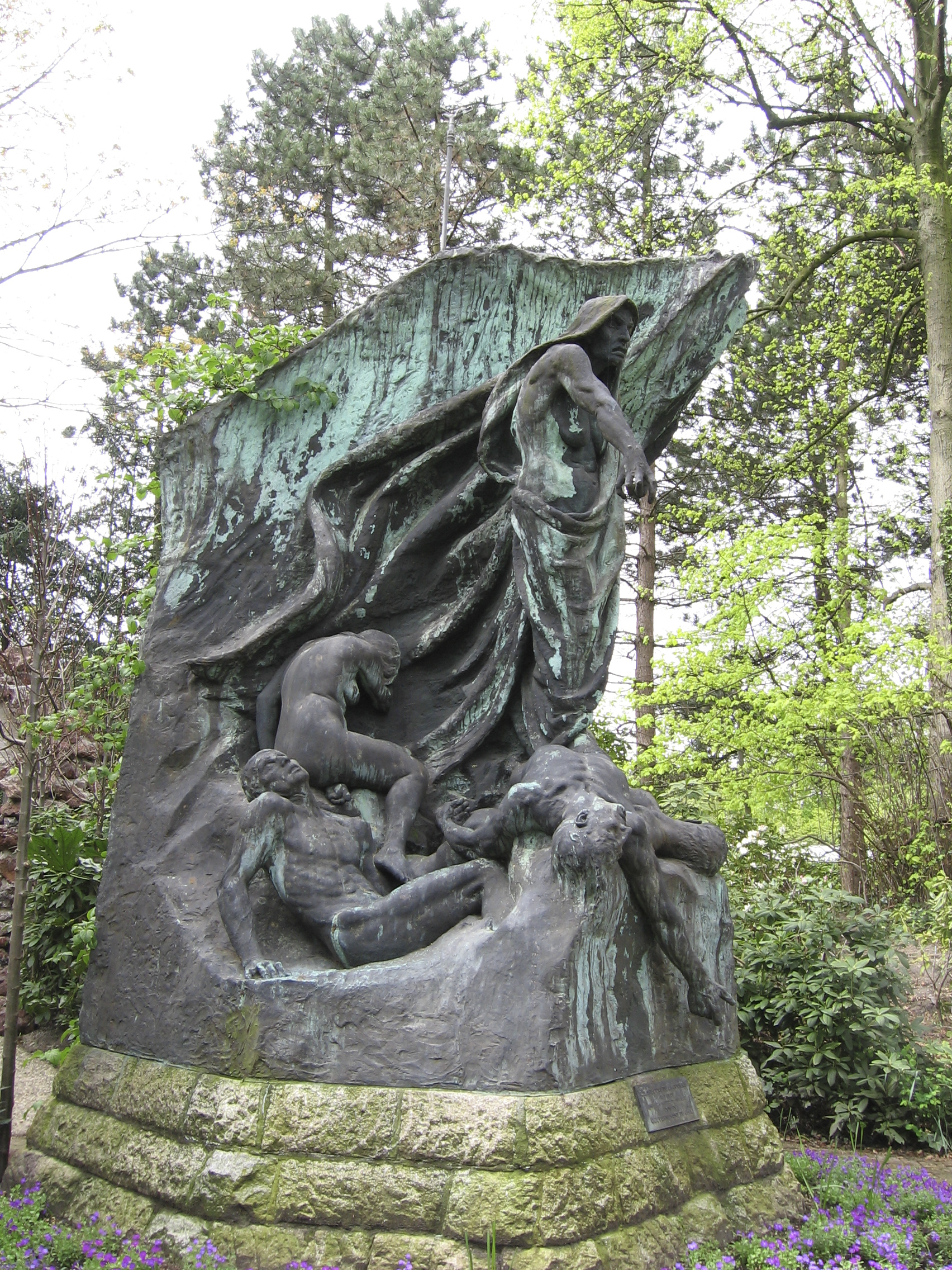
Rebeca Matte Bello, Spectre de la Guerre.
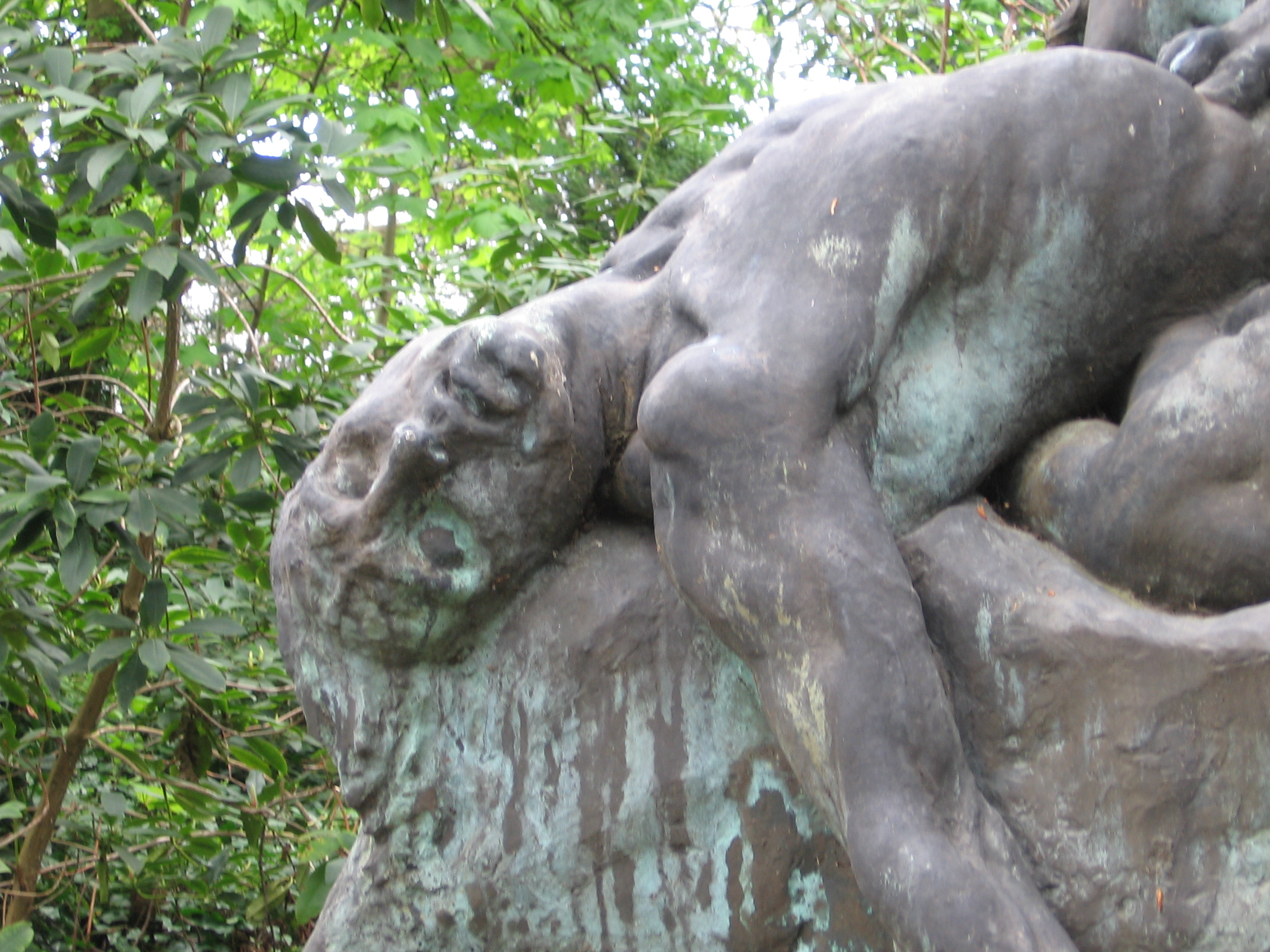
Rebece Matte Bello, Spectre de la Guerre.
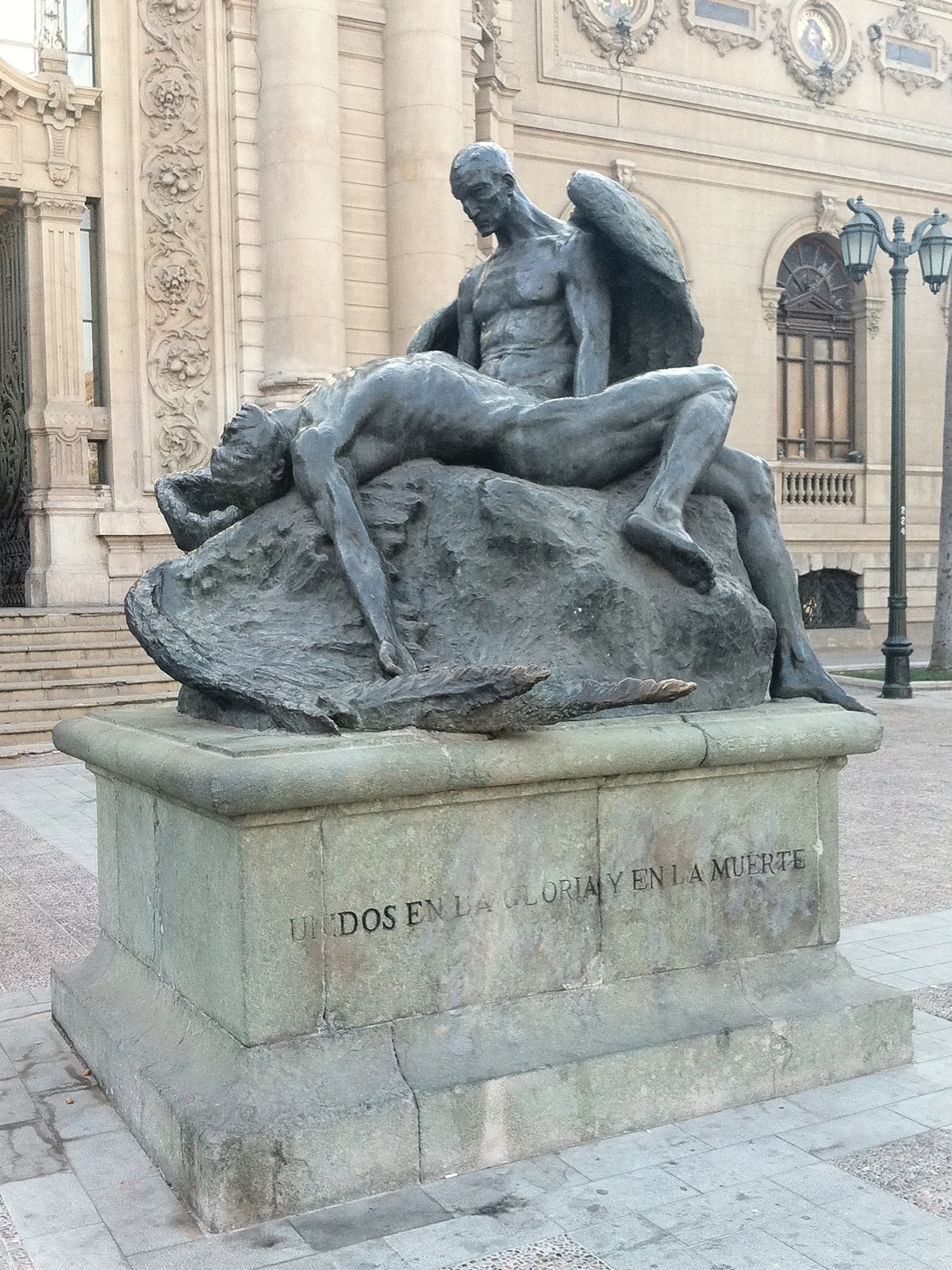
Unidos en la gloria y en la muerte.
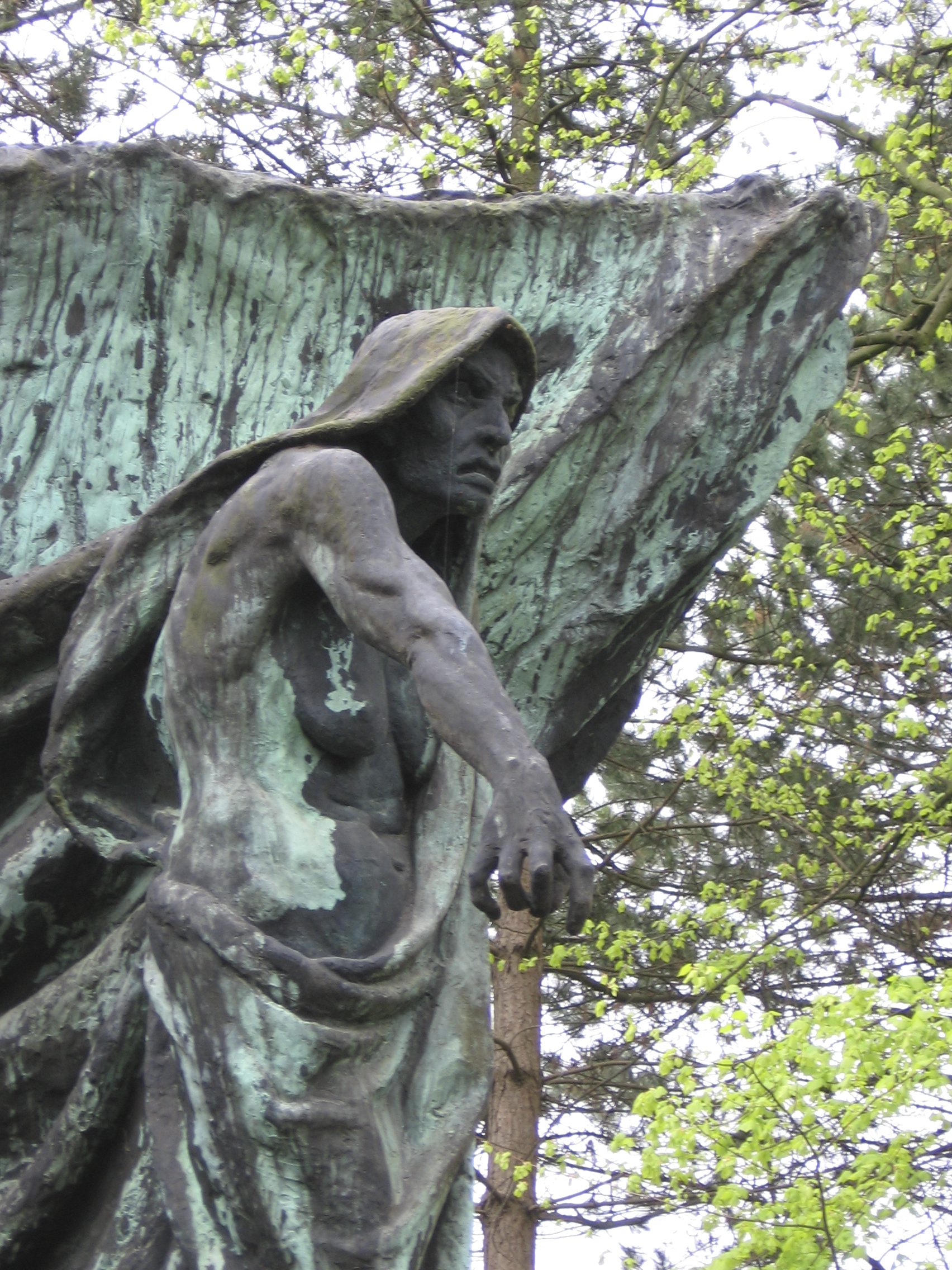
Rebeca Matte Bello, Spectre de la Guerre.